# Ivan Franceschini
Ivan Franceschini (ur. 7 grudnia 1976 w Parmie) – włoski piłkarz, występujący na pozycji środkowego obrońcy. Obecnie gra w zespole AC Cesena.

## Kariera klubowa
Franceschini profesjonalną karierę rozpoczynał w AC Parmie, klubie z jego rodzinnego miasta. Nie udało mu się jednak zadebiutować w jego barwach. W 1996 roku trafił do Olympique Marsylia. Wraz z beniaminkiem Ligue 1 wywalczył jedenaste miejsce w lidze, po czym powrócił do Włoch. Przeszedł do drugoligowej Salernitany Calcio, której pomógł w awansie do Serie A. Po tym osiągnięciu Franceschini odszedł do A.S. Lucchese-Libertas. Przez cały sezon regularnie grywał w pierwszym składzie, a jego drużyna zakończyła rozgrywki na dziewiętnastym miejscu, w konsekwencji czego spadła do Serie C. Franceschini pozostał jednak na zapleczu Serie A, gdyż postanowił odejść do ekipy Genoa CFC. W 2000 roku przeniósł się do pierwszoligowej Regginy Calcio. Lecz jeszcze przed debiutem w jej barwach został wypożyczony do Chievo Werona. Po powrocie do macierzystego klubu zaczął regularnie występować w pierwszej drużynie. W 2006 zdecydował się na przeprowadzkę do beniaminka Serie A – Torino FC. W 2009 roku jego kontrakt z tym klubem wygasł i Franceschini został wolnym zawodnikiem. 2 listopada podpisał kontrakt z AC Cesena.
| Sezon   | Klub                    | Kraj    | Rozgrywki | Mecze | Bramki |
| ------- | ----------------------- | ------- | --------- | ----- | ------ |
| 1994/95 | AC Parma                | Włochy  | Serie A   | 0     | 0      |
| 1995/96 | AC Parma                | Włochy  | Serie A   | 0     | 0      |
| 1996/97 | Olympique Marsylia      | Francja | Ligue 1   | 23    | 0      |
| 1997/98 | Salernitana Calcio 1919 | Włochy  | Serie B   | 23    | 1      |
| 1998/99 | A.S. Lucchese-Libertas  | Włochy  | Serie B   | 28    | 1      |
| 1999/00 | Genoa CFC               | Włochy  | Serie B   | 28    | 0      |
| 2000/01 | Chievo Werona           | Włochy  | Serie B   | 11    | 1      |
| 2000/01 | Reggina Calcio          | Włochy  | Serie A   | 0     | 0      |
| 2001/02 | Reggina Calcio          | Włochy  | Serie B   | 34    | 1      |
| 2002/03 | Reggina Calcio          | Włochy  | Serie A   | 28    | 0      |
| 2003/04 | Reggina Calcio          | Włochy  | Serie A   | 29    | 0      |
| 2004/05 | Reggina Calcio          | Włochy  | Serie A   | 34    | 3      |
| 2005/06 | Reggina Calcio          | Włochy  | Serie A   | 31    | 1      |
| 2006/07 | Torino FC               | Włochy  | Serie A   | 30    | 1      |
| 2007/08 | Torino FC               | Włochy  | Serie A   | 1     | 0      |
| 2008/09 | Torino FC               | Włochy  | Serie A   | 9     | 2      |
| 2009/10 | AC Cesena               | Włochy  | Serie B   |       |        |

## Kariera reprezentacyjna
Franceschini dwukrotnie wystąpił w młodzieżowej reprezentacji Włoch U-21. Zadebiutował w niej w meczu przeciwko Węgrom, zakończonym wynikiem 2-0. Zagrał także w przegranym 0-1 pojedynku z Anglią.